# Opisthocheiron lacazei
Opisthocheiron lacazei är en mångfotingart som beskrevs av Henri W. Brölemann 1932. Opisthocheiron lacazei ingår i släktet Opisthocheiron och familjen Opisthocheiridae. Inga underarter finns listade i Catalogue of Life.